# Organizacja Współpracy Gospodarczej Państw Morza Czarnego

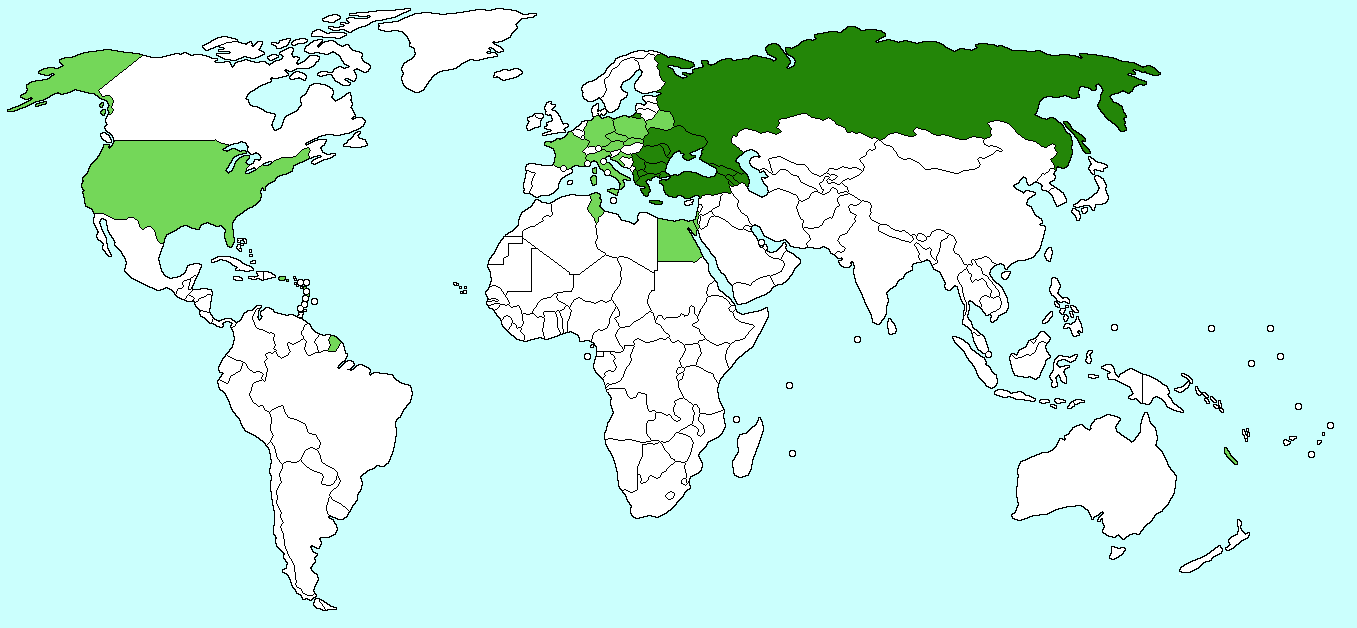
Organizacja Państw Morza Czarnego - kraje członkowskie (kolor ciemnozielony) i obserwatorzy (kolor jasnozielony).

Organizacja Współpracy Gospodarczej Państw Morza Czarnego (ang. Organization of Black Sea Economic Cooperation, BSEC) – organizacja międzynarodowa powstała w 1992 roku z inicjatywy Turcji, skupiająca kraje położone w regionie Morza Czarnego.

## Geneza
Budowanie partnerskich stosunków między krajami regionu Morza Czarnego stało się możliwe po rozpadzie Związku Radzieckiego i wyzwoleniu się krajów Europy Środkowo-Wschodniej spod politycznego wpływu Moskwy w 1991 roku. 25 czerwca 1992 odbył się szczyt jedenastu przywódców krajów regionu. Oficjalnie współpraca czarnomorska przekształcona została w organizację międzynarodową podczas spotkania przywódców państw 5 czerwca 1998 roku. 

## Kraje członkowskie
Obecnie zrzesza 13 członków: 
- Albania
- Armenia
- Azerbejdżan
- Bułgaria
- Grecja
- Gruzja
- Mołdawia
- Rosja
- Rumunia
- Serbia
- Turcja
- Ukraina
- Macedonia Północna (przystąpiła  9 listopada 2020)

## Kraje kandydujące
- Cypr
- Czarnogóra

## Kraje posiadające status obserwatora BSEC
- Austria
- Białoruś
- Chorwacja
- Czechy
- Egipt
- Francja
- Izrael
- Niemcy
- Polska
- Słowacja
- Tunezja
- USA
- Włochy